# Terra É Sempre Terra
Terra é sempre Terra é um filme brasileiro de 1951  dirigido por Tom Payne, baseado na peça Paiol Velho, de Abílio Pereira de Almeida (autor do roteiro), com trilha sonora de Guerra Peixe.

## Prêmios e indicações
Prêmio Saci (1951)
Melhor Filme
Melhor Produtor (Alberto Cavalcanti)
Melhor Diretor
Melhor atriz (Marisa Prado)
Prêmio Governador do Estado de São Paulo (1952)
Melhor Atriz (Marias Prado)
Melhor Fotografia (Chick Fowle)
Melhor Edição (Oswald Hafenrichter)
Prêmio Revista A Cena Muda (1951)
Melhor Atriz (Marisa Prado)
Prêmio da Associação Brasileira de Cronistas Cinematográficos (1951)
Melhor Diretor
Melhor Filme
Melhor Atriz (Marisa Prado)

## Sinopse
O rígido capataz Tonico despreza sua mulher, muito mais jovem. Ambicioso, rouba na colheita de café da patroa, que manda seu filho inspecionar a fazenda. Mulherengo e jogador, o rapaz perde todo o dinheiro que tinha, inclusive o pagamento dos peões, no carteado, ficando endividado. Tonico então se oferece para comprar a fazenda e, assim, liquidar sua dívida de jogo.

## Elenco principal
- Marisa Prado ... Lina
- Mário Sérgio ... João Carlos
- Abilio Pereira de Almeida ... Tonico Loferato
- Ruth de Souza ... Bastiana
- Eliane Lage ... Dora
- Ricardo Campos
- Lima Barreto ... Coronel Pires
- Salvador Daki ... Lourenço
- Zilda Barbosa ... Irene
- José Queirós Matoso
- Célia Biar ... Filó
- Renato Consorte
- Alberto Ruschel
- Luciano Salce